# Tabaksfabriek Belle de Mai

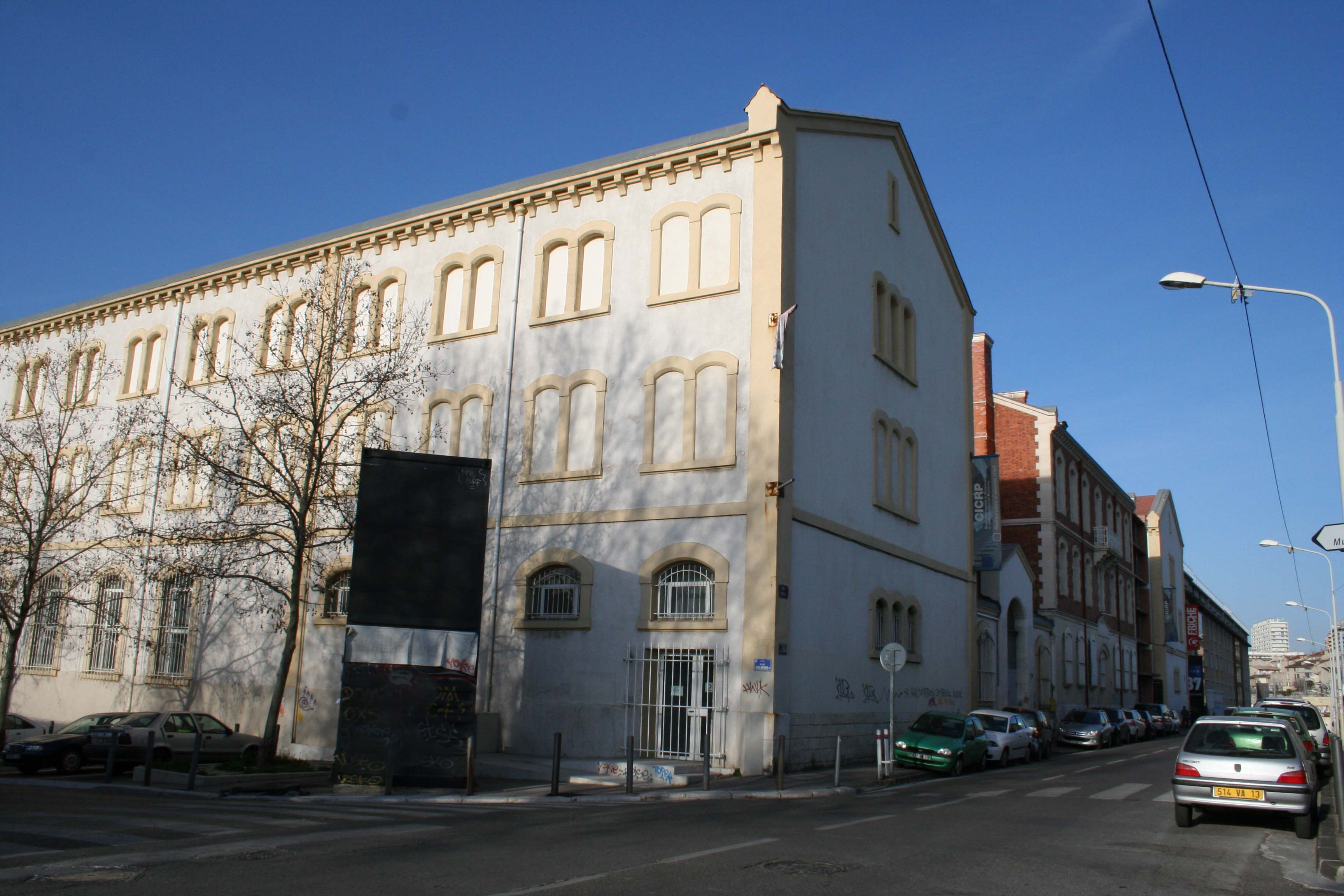
Voormalige Tabaksfabriek Belle de Mai in Marseille

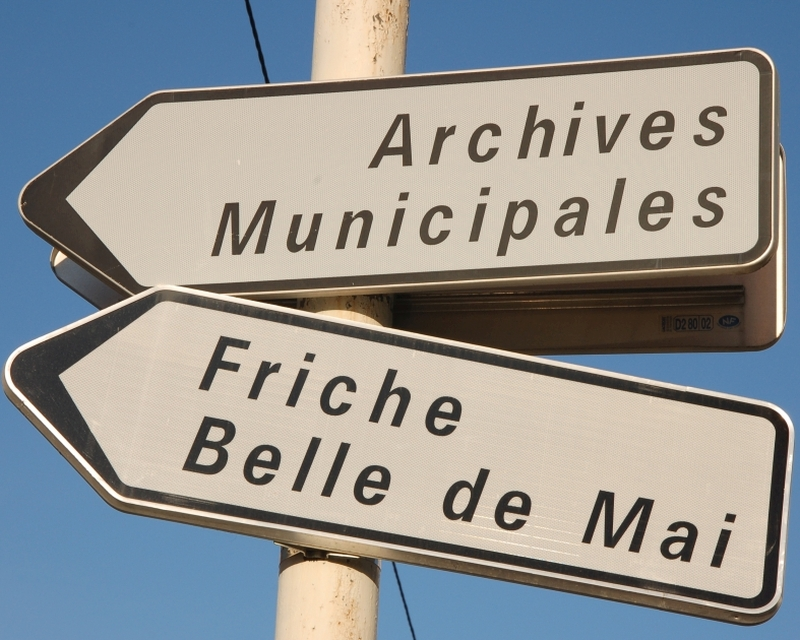
Reconversie van de site in Belle de Mai

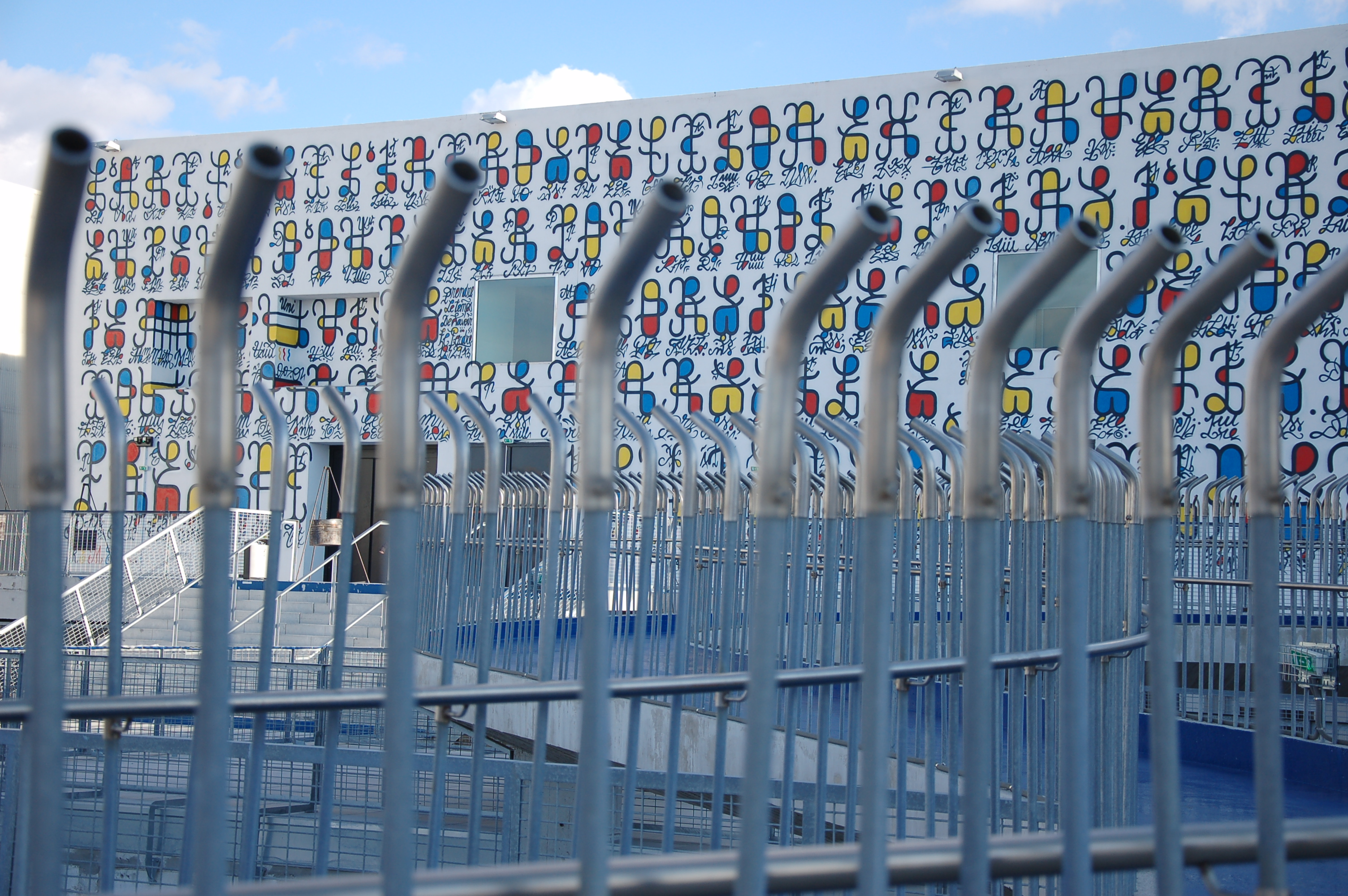
Dak van een voormalig magazijn van sigaretten

De Tabaksfabriek Belle de Mai, in Marseille,hoofdplaats van het Frans departement Bouches-du-Rhône, bestond van 1868 tot 1990. Ze nam het centrum in van de stadswijk Belle-de-Mai in het kanton Marseille-La-Belle-de-Mai. De tabaksfabriek werd genoemd Belle de Mai, naar de wijk. Een kenmerk van de fabriek was de overwegend vrouwenarbeid. De arbeidsters droegen de naam cigarières of sigarenrollers.
Sinds 1990 is, dankzij een omvangrijk brownfieldsproject, de site omgebouwd tot een cultureel, media- en administratief openbaar centrum van Marseille.

## Historiek

### Vooraf
Reeds onder het bewind van de Zonnekoning vond er in Marseille een eerste productie van tabak plaats om voor consumptie te gebruiken (17e eeuw). Minister Colbert organiseerde staatsbedrijven, onder meer in Marseille, om aan de toenemende vraag naar tabak tegemoet te komen. De tabaksbladeren werden ingevoerd in de haven van Marseille. De eerste fabriek was een eerder klein atelier, gelegen op het kruispunt van de Rue Paradis en de Rue Vacon (1674). 
Na de Franse Revolutie werd het staatsmonopolie op tabaksproductie afgeschaft (1791). Dit werd herroepen in 1810 aangezien keizer Napoleon Bonaparte wilde terugkeren naar staatsbedrijven voor tabak. In de jaren 1850 werden de lokalen te klein en te vuil en startten de bouwwerken voor een nieuwe fabriek in de wijk Belle de Mai.

### Napoleon III
Onder het bewind van keizer Napoleon III werd in 1868 de fabriek Belle de Mai geopend. Het was gelegen op een terrein van 12 hectare en bestond uit 3 delen. In het eerste deel werden de tabaksbladeren gedroogd en bevond zich de administratie van de tabaksfabriek. In het tweede deel gebeurde de productie van sigaren en sigaretten. In het derde deel was er de transitzone voor verkoop. De architect van de fabrieksgebouwen was Désiré Michel. De fabrieksruimten werden nog uitgebreid in 1880, 1936 en 1957.
Vanaf de opening in 1868 werkten er 1.250 arbeiders van wie 93% vrouwen waren. Het ging om jonge vrouwen. Het was in Marseille bekend dat jonge vrouwen in de fabriek werkten tot ze huwden. In de fabriek konden ze hun bruidsschat verdienen. De rollers van sigaren en sigaretten werkten in de winter negen uur per dag en in de zomer tien uur per dag. De vrouwelijke werkkrachten organiseerden zich in een machtige vakbond die in 1887 een overwinning behaalden tijdens een staking in de fabriek.
In 1926 creëerde de Franse Staat de SEIT, de Service d’Exploitation Industrielle des Tabacs. De naam geeft aan dat het om een staatsbedrijf ging. In 1935 werd de naam gewijzigd in SEITA. De Franse Staat voegde er namelijk de letter ‘A’ aan toe van allumettes, het staatsmonopolie op productie van lucifers. In de jaren 1960 werkten er 1.000 personeelsleden in Marseille. De productie van sigaren verminderde en deze van sigaretten vergrootte. Marseille produceerde één vijfde van alle Gauloises die in Frankrijk gerookt werden.
Vanaf de jaren 1970 daarentegen werden de activiteiten afgebouwd wegens de anti-tabakscampagne van de Franse Staat, de eigenaar. Het aantal personeelsleden daalde naar 250 in 1988. Het staatsbedrijf SEITA exploiteerde de fabriek in Marseille tot in 1990 toen het bedrijf werd geprivatiseerd.

### Brownfields
De stad verwierf de omvangrijke site met haar drie industriële delen in de jaren 1990. In 1994 werd deel 1 van de fabriek geopend als archief, documentatiecentrum voor patrimonium en stadsadministratie. Dit deel wordt Pôle Patrimoine genoemd. In 2004 werd deel 2 in gebruik genomen als een multimedia-centrum; het bevat studio’s voor audiovisuele opnames. Dit deel is Pôle Média. Vanaf 2010 werd deel 3 een nieuw cultureel centrum van Marseille; op de daken van de sigaretten-entrepots kunnen nocturnes georganiseerd worden; er is tevens een auditorium en meerdere tentoonstellingsruimtes. Het derde deel wordt genoemd Friche la Belle de Mai